# Jézeau
Jézeau es una comuna francesa situada en el departamento de Altos Pirineos, en la región de Occitania. 
La iglesia de Saint-Laurent forma parte del lugar catalogado como Patrimonio de la Humanidad llamado «Caminos de Santiago de Compostela en Francia» (Código 868-058).

## Demografía
| 84              | 93 | 73 | 73 | 89 | 107 | 114 | 96 |
| (Fuente: INSEE) |    |    |    |    |     |     |    |